# Ocio (película)
Ocio es una película de Argentina filmada en colores dirigida por Alejandro Lingenti y Juan Villegas según su propio guion basado en la novela de Fabián Casas que se estrenó el 11 de noviembre de 2010 y que tuvo como actores principales a Germán de Silva y Nahuel Viale.

## Sinopsis
Andrés vive con su hermano y su padre y con una banda de sonido constante intenta llenar el vacío de sus días y sus noches y parece que solo por azar coincidan en el comedor de la casa. Película cuyos temas son espíritu barrial, la adolescencia y la soledad.

## Reparto
Participaron del filme los siguientes intérpretes:
- Santiago Barrionuevo…Picasso
- Germán de Silva…Padre
- Francisco Grassi…Roli
- Lucas Oliveira…Dragón
- Nahuel Viale …Andrés
- Javier Sisti Ripoll...Rubio
- Pablo Strozza...Ladero del Rubio
- Vladimir Yuravel...El Ucraniano

## Nominaciones y festivales
Este filme participó en la competencia argentina del Buenos Aires Festival Internacional de Cine Independiente y fue nominado por la Asociación de Cronistas Cinematográficos de la Argentina a los Premios Cóndor de Plata de 2011 al 
Mejor Videofilm y al Mejor Guion Adaptado.

## Comentarios
En la crónica de Clarín dice Miguel Frías sobre la película:

”...un filme que guarda la esencia de la novela; no la literal sino la anímica. La película Ocio es exactamente eso: la transmisión, a través de imágenes y sonidos, de un estado de ánimo, en general vacío. Correspondiente a un muchacho joven …que… parece estancado en un limbo triste y acogedor, en el que la infancia ya quedó en el camino y la adultez todavía no llegó, aunque está ahí, como una amenaza….la película hace interactuar a dos atmósferas que se complementan y que, al mismo tiempo, funcionan como espejos, una de otra: la del mundo interno y la del mundo externo del protagonista…no hay un relato creciente, hilvanado, sino una narrativa circular, acorde con la percepción del protagonista. Las irrupciones de ciertos personajes que monologan, y algunas secuencias demasiado despojadas, como una en una cancha de fútbol, parecen inacabadas. Sin descartar desaciertos, que los tiene, se puede decir que todo, en este filme, está un poco corrido de la realidad e inacabado como en un sueño.
Ocio no procura divertir, ni generar humor o suspenso. Intenta crear atmósferas frías, distantes, abúlicas, que envuelvan a nuestro protagonista melancólico. Y lo logra, con sentido poético y visceral, ajeno al de otras películas contemplativas, que parecen hechas por jóvenes con gran conocimiento académico y poca garra, poco rock, poco núcleo, poca esencia.

En un reportaje el codirector Alejandro Lingenti declaró que cuando empezó como periodista de cine en la agencia Télam las figuras del cine argentino eran Eliseo Subiela, Juan Carlos Desanzo, Javier Torre, que según su opinión se enriquecieron “haciendo películas que para mí son películas de mierda” pero cuando Llinás mostró una nueva manera de producir, porque dejaba el cine al alcance de alguien que tuviera voluntad y un poco de talento, se propuso participar de aportando lo suyo no sólo desde el punto de vista de la crítica si no también con una película.